# Пеллькофер, Фриц
Фриц Пеллькофер (нем. Fritz Pellkofer; 3 августа 1902, Байришцелль, Королевство Бавария — 23 января 1943, Россошь, Воронежская область) — немецкий лыжник. Участник зимних Олимпийских игр 1928 года.

## Биография
Фриц Пеллькофер родился 3 августа 1902 года в немецком городе Байришцелль.
В 1922 году вместе с Густлем Мюллером и Хансом Бауэром организовал лыжный клуб «Байришцелль», за который выступал в соревнованиях. В 1930 году вместе с Вастлем Бухером создал одноимённую лыжную школу.
В 1928 году стал чемпионом Германии в эстафете 4х10 км.
В том же году вошёл в состав сборной Германии на зимних Олимпийских играх в Санкт-Морице. На дистанции 50 км занял 16-е место, показав результат 5 часов 41 минута 0 секунд и уступив 48 минут 57 секунд завоевавшему золото Перу-Эрику Хедлунду из Швеции.
В 1936 году был капитаном немецких лыжников на зимних Олимпийских играх в Гармиш-Партенкирхене.
Участвовал во Второй мировой войне на стороне нацистской Германии.
Пропал без вести 23 января 1943 года в городе Россошь Воронежской области.